# グリッター・アンド・ドゥーム・ライヴ
『グリッター・アンド・ドゥーム・ライヴ』（Glitter and Doom Live）は、トム・ウェイツが2009年に発表したライブ・アルバム。2008年に行われたアメリカ・ツアー及びヨーロッパ・ツアーのライブ音源が使用された。

## 背景
2008年6月17日より開始された「グリッター・ドゥーム・ツアー」は、まずアメリカの12都市を回り、その後ヨーロッパ（サン・セバスティアン、バルセロナ、ミラノ、プラハ、パリ、エディンバラ、ダブリン）でも公演が行われた。このツアーでは、トムの息子ケイシー・ウェイツとサリヴァン・ウェイツが演奏で参加した。
本作にはバーミングハム、エディンバラ、タルサ、ノックスビル、ミラノ、ジャクソンビル、パリ、ダブリン、アトランタ、コロンバス公演のライブ音源が収録された。ディスク2に収録された「トム・テイルズ」は、トムがステージで語ったMCをまとめたものである。

## 反響
母国アメリカのBillboard 200では63位に達し、『ビルボード』のインディペンデント・アルバム・チャートでは4位、ロック・アルバム・チャートでは15位に達した。ノルウェーのアルバム・チャートでは初登場5位となり、8週連続でトップ40入りした。

## 収録曲
特記なき楽曲はトム・ウェイツとキャスリーン・ブレナンの共作。

### ディスク1
1. ルシンダ/エイント・ゴーイン・ダウン - "Lucinda/Ain't Goin' Down" - 5:36
  - バーミングハム公演（2008年7月3日）
2. シンガポール - "Singapore" - 4:59
  - エディンバラ公演（2008年7月28日）
3. ゲット・ビハインド・ザ・ミュール - "Get Behind the Mule" - 6:25
  - タルサ公演（2008年6月25日）
4. ファニン・ストリート - "Fannin Street" - 4:15
  - ノックスビル公演（2008年6月29日）
5. ダート・イン・ザ・グラウンド - "Dirt in the Ground" - 5:17
  - ミラノ公演（2008年7月19日）
6. サッチ・ア・スクリーム - "Such a Scream" - 2:54
  - ミラノ公演（2008年7月18日）
7. ライヴ・サーカス - "Live Circus" (Tom Waits, Kathleen Brennan, Hubert Yves Adrian Giraud) - 5:04
  - ジャクソンビル公演（2008年7月1日）
8. ゴーイン・アウト・ウェスト - "Goin' Out West" - 3:47
  - タルサ公演（2008年6月25日）
9. フォーリン・ダウン - "Falling Down" - 4:20
  - パリ公演（208年7月25日）
10. ザ・パート・ユー・スロー・アウェイ - "The Part You Throw Away" - 5:06
  - エディンバラ公演（2008年7月28日）
11. トランプルド・ローズ - "Trampled Rose" - 5:05
  - ダブリン公演（2008年8月1日）
12. メトロポリタン・グライド - "Metropolitan Glide" - 3:09
  - ノックスビル公演（2008年6月29日）
13. アイ・ウィル・ショット・ザ・ムーン - "I'll Shoot the Moon" - 4:24
  - パリ公演（208年7月24日）
14. グリーン・グラス - "Green Grass" - 3:20
  - エディンバラ公演（2008年7月27日）
15. メイク・イット・レイン - "Make It Rain" - 3:58
  - アトランタ公演（2008年7月5日）
16. ストーリー - "Story" - 2:01
  - コロンバス公演（2008年6月28日）
17. ラッキー・デイ - "Lucky Day" - 3:46
  - アトランタ公演（2008年7月5日）

### ディスク2
1. トム・テイルズ - "Tom Tales" - 35:55

## 参加ミュージシャン
- トム・ウェイツ - ボーカル、ギター、ピアノ
- Omar Torrez - ギター、バンジョー、マンドリン
- ヴィンセント・ヘンリー - 木管楽器、ハーモニカ、サックス、ギター
- パトリック・ウォーレン - ピアノ、オルガン、チェンバレン、メロトロン
- セス・フォード＝ヤング - アップライト・ベース
- ケイシー・ウェイツ - ドラムス、パーカッション
- サリヴァン・ウェイツ - サックス、クラリネット